# Aegokeras
Aegokeras, monotipski biljni rod iz porodice štitarki (Apiaceae), smješten u tribus Careae. Jedina vrsta je turski endem  A. caespitosa, zeljasta biljka opisana 1840.

## Sinonimi
- Olymposciadium H.Wolff
- Carum caespitosum (Sm.) Boiss.
- Olymposciadium caespitosum (Sm.) H.Wolff
- Seseli caespitosum Sm.